# Relaciones Argentina-Francia

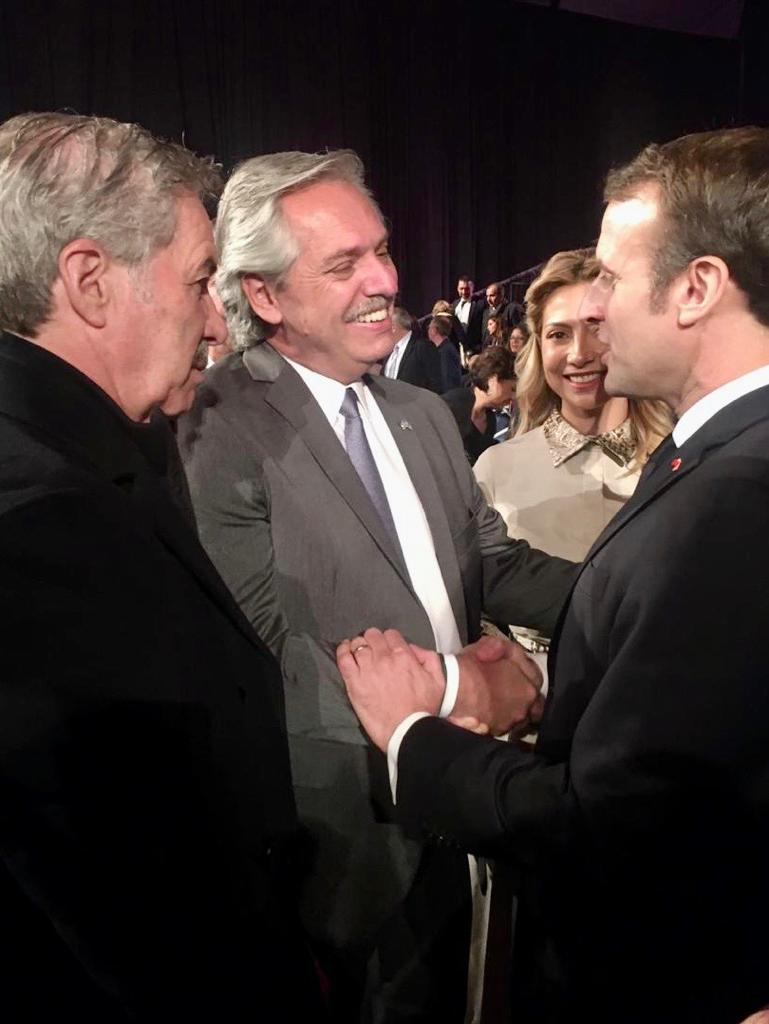
Expresidente de la Argentina, Alberto Fernández, con el presidente de Francia, Emmanuel Macron, en 2020.

Las relaciones Argentina–Francia se refiere a las relaciones bilaterales entre la República Argentina y la República Francesa. Las relaciones diplomáticas se establecieron en 1829. Argentina tiene una embajada en París y Francia tiene una embajada en Buenos Aires.
Argentina se convirtió en una nación independiente durante la Guerra de la Independencia Española, un conflicto entre Francia y España. Argentina era entonces un territorio español, como el Virreinato del Río de la Plata, y por lo tanto en guerra con Francia, pero la guerra nunca salió de Europa y el Virreinato nunca fue atacado directamente por los ejércitos franceses. El ataque francés a España comenzó indirectamente la Guerra de Independencia de Argentina, Francia reconoció a Argentina como una nación independiente a finales de 1830.
Francia intentó el bloqueo francés del río de la Plata durante la guerra de la confederación, intentando quitar a Juan Manuel de Rosas del poder. El bloqueo duró algunos años más después de la derrota de la Confederación Perú-Bolivia por Argentina. Francia intentaría el bloqueo anglo-francés del Río de la Plata otro bloqueo, esta vez aliado con Gran Bretaña, pero Rosas lo derrotó también.
Ambos estados son miembros del G20.

## Historia

### SigloXIX

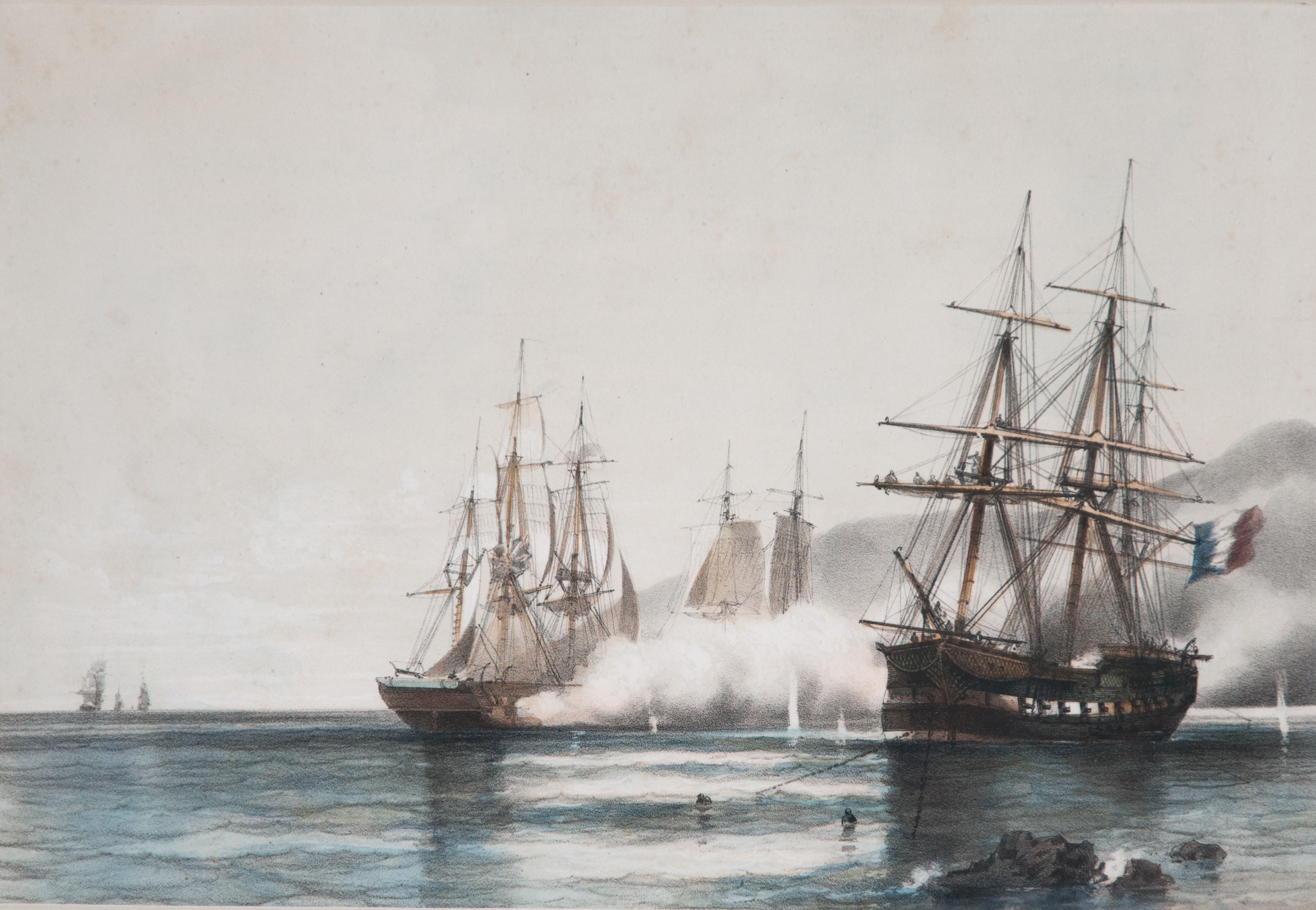
Batalla de la Vuelta de Obligado.

Las relaciones entre Francia y Argentina (Argentina) se arraigan en la independencia de este país, proclamada el 9 de julio de 1816 en el Congreso de Tucumán, los ideales políticos franceses del Iluminismo eran un movimiento inspirador, nacido en Buenos Aires el 25 de mayo de 1810. Más tarde en el mismo siglo, los lazos entre los dos países se refuerzan por la afluencia de franceses argentinos a Argentina, que atrae a cerca de 250.000 personas entre 1880 y 1910, principalmente vascos, béarnos y aveyroneses migrantes. Al mismo tiempo, Francia es un modelo para Argentina para su aplicación en muchas áreas, particularmente en el área de la ley (influencia del Código Civil), educación, colegio, Ciencia y tecnología en Argentina y medicina.
La historia de Argentina está íntimamente ligada a la de Francia desde sus orígenes: una forma altamente simbólica, el libertador José de San Martín vivió mucho más tiempo en Francia que en Argentina y pasó Muchos años en el exilio en París y la región de París (Grand Bourg) antes de terminar sus días en Boulogne-sur-Mer, donde murió el 17 de agosto de 1850.

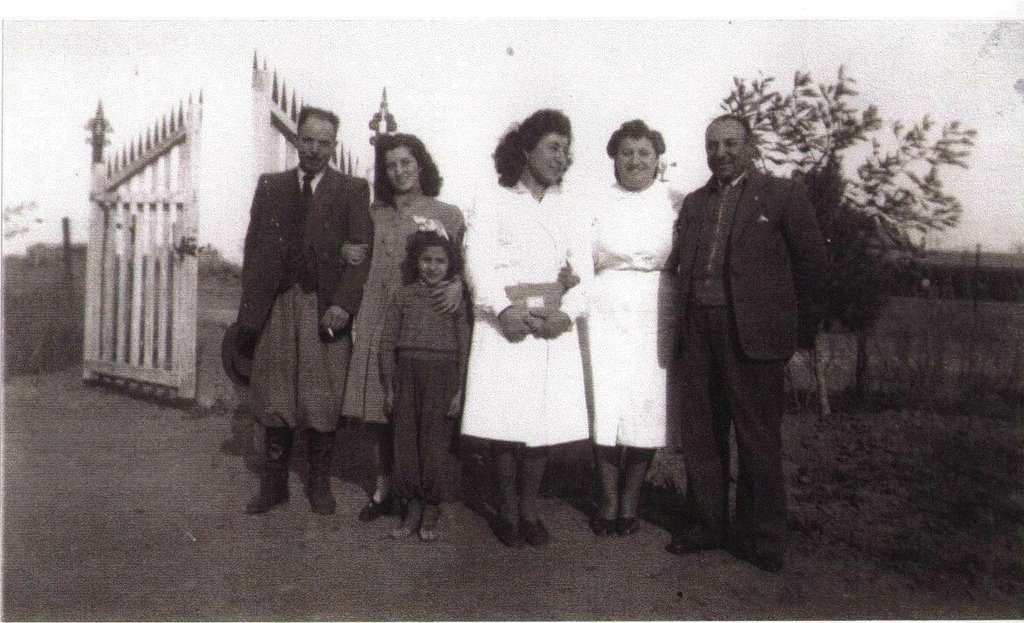
Inmigrantes franceses en Bahía Blanca, 1940

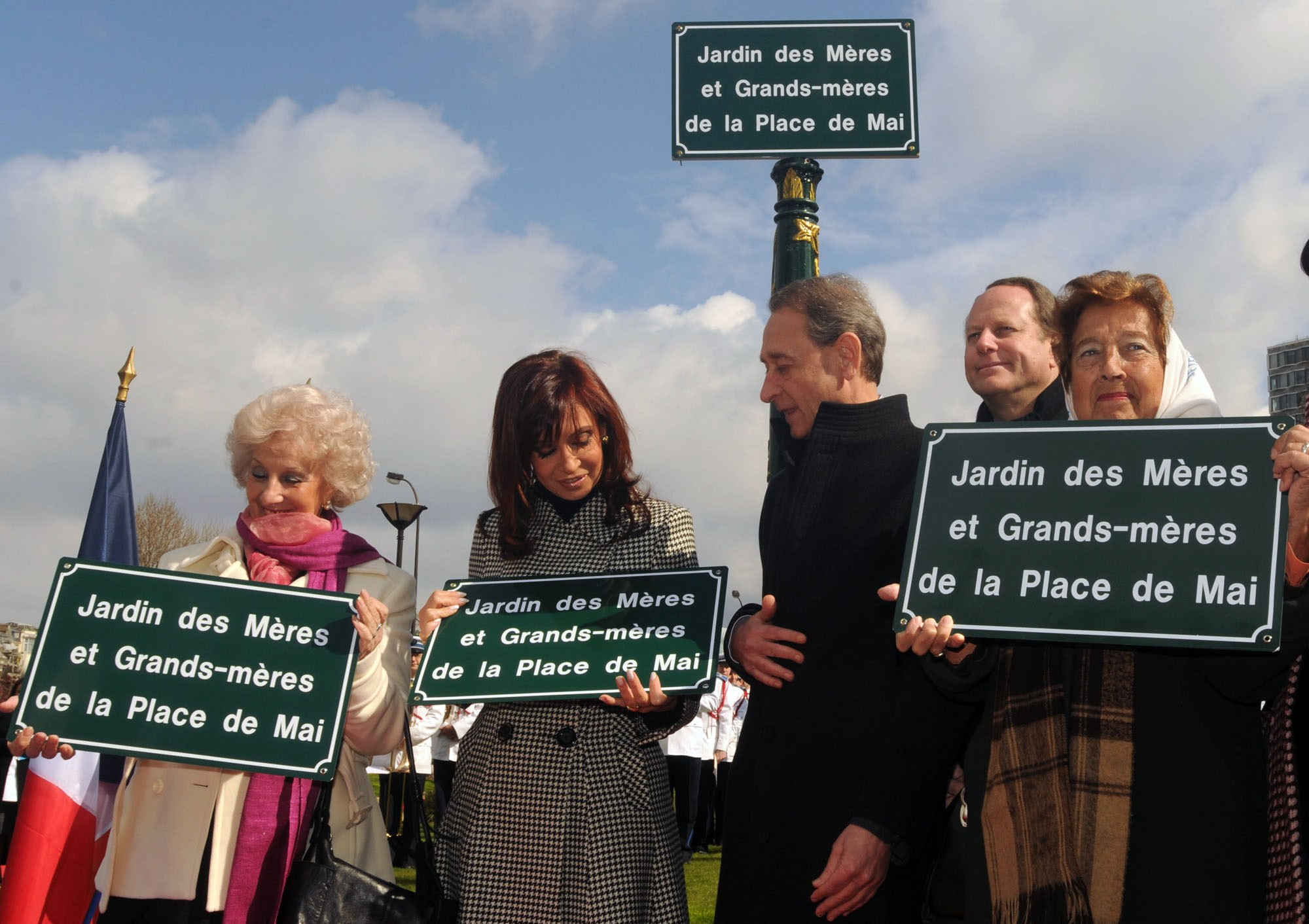
Inauguración del jardín de Madres de Plaza de Mayo en París.

A lo largo de estos dos siglos, se establecerá una relación única entre Francia y Argentina, cuya amplitud puede ilustrarse por la diversidad e intensidad de los intercambios entre los dos países: educación, ciencia, artes, economía y construcción de grandes infraestructuras. Los "Años Dorados" (1880-1930), que ven grandes nombres en la arquitectura, como Paul Parter, René Sergent o Norbert Maillart, construyen algunos de los edificios más bellos de la ciudad, se traducen con una fuerte influencia de la francesa Sabor del tiempo, que marcó profundamente el paisaje de Buenos Aires. La aristocracia del "granero del mundo" tenía fuertes lazos con Francia por su pensamiento y su modo de vida. Buenos Aires ganó este bien merecido título del "París de América Latina".

### SigloXX
La primera ola de franceses que llegaron al país provenía principalmente de las regiones meridionales de Aquitania y los Pirineos. Se embarcaron en Burdeos a América. Los vascos franceses también constituyeron un grupo numéricamente importante. Si bien la mayoría de los inmigrantes franceses se integraron en la vida urbana en Buenos Aires y en las principales ciudades del país, también hubo proyectos de colonización agrícola. El más importante ocurrió en Pigüé (sudoeste de la provincia de Buenos Aires) y provincia de Chaco (departamentos de Mayday y Bermejo). En la colonia Esperanza, fundada en 1865 por Aaron Castellanos, había colonos franceses, junto con los alemanes, alemanes y suizos. Otro grupo de inmigrantes franceses se instaló en Oberá, Misiones.

### SigloXXI.
Varios países latinoamericanos, entre ellos Argentina, han sido acusados de refugiar a miembros de la organización terrorista ETA buscados en España y Francia, siendo Canadá y Estados Unidos los únicos países americanos que clasificaron esta organización como grupo terrorista.
Con una inversión extranjera directa de 2,4 millones de euros en 2012, Francia es uno de los primeros inversionistas en Argentina e implantó 250 empresas y grupos franceses activos en el crecimiento argentino. Esto es particularmente notable en el sector automovilístico (30% del mercado francés tanto para Renault como para PSA Peugeot Citroën), la distribución mayorista (40% de cuota de mercado), la industria alimentaria (Danone y Bongrain ) O energía (gas para Total, Schneider Electric) equipos. Argentina es el tercer destino regional para las exportaciones francesas, detrás de Brasil y México, pero por delante de Chile y, en total, nuestro tercer socio comercial.
Los intercambios bilaterales llegaron a 1,7 millones de euros en 2013. Los bienes de capital representan el 60% de las exportaciones francesas en Argentina y los productos relacionados con el sector automotor son más de un tercio. Las importaciones de productos argentinos en Francia totalizaron 463 millones de euros en 2013. Se concentran en los productos de la agricultura y la industria alimentaria (más del 80% del total, o 373 millones de euros en 2013). El superávit de la balanza comercial de Francia ascendió a 774 millones de euros en 2013. Francia fue, en 2013, el sexto proveedor de Argentina.

## Relaciones culturales

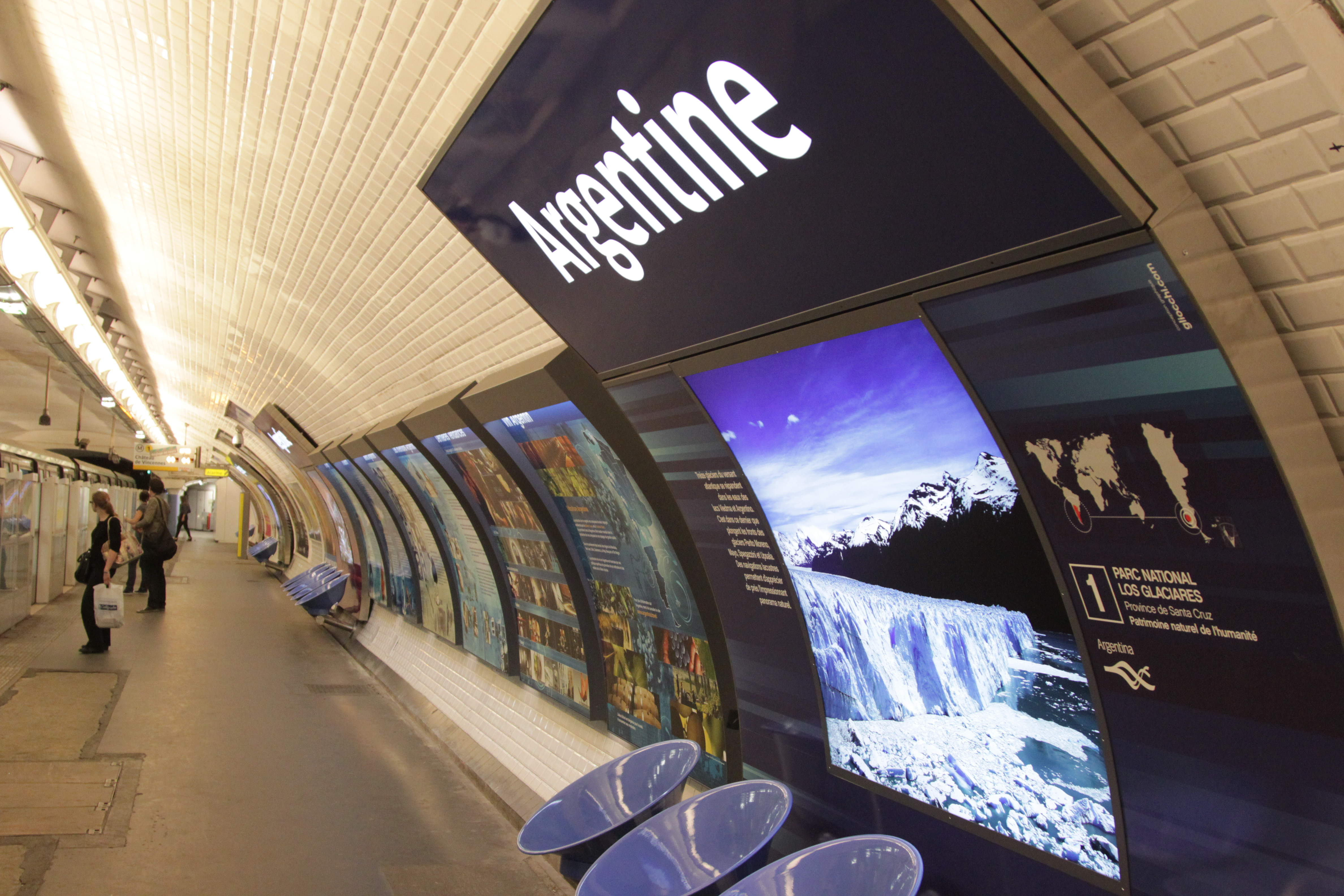
Estación de metro Argentina, en París.

Los inmigrantes franceses contribuyeron características excepcionales a la cultura de la cultura de la Argentina, especialmente en la reanudación de la producción de la yerba mate, la producción del vino, el azúcar (Hileret). Santiago de Liniers, uno de los grandes héroes de Historia de la Argentina, era francés. Tres presidentes argentinos fueron de origen francés: Juan Martín de Pueyrredón, Carlos Pellegrini e Hipólito Yrigoyen; Mientras que Alejandro Agustín Lanusse era un bisnieto de un importante empresario de Aquitania. Instituciones de la comunidad francesa, incluido el Hospital Francés (Hospital Francés de Buenos Aires en 2013 ha sido renombrado como Hospital César Milstein), todavía activo, y el grupo socialista Les Egaux, uno de los fundadores de El movimiento obrero argentino.
Los inmigrantes franceses como Amadeo Jacques y Paul Groussac tuvieron un impacto directo en la educación y cultura argentina. Algunas ciudades argentinas, como Pigüé arriba, fueron originadas por colonias de inmigrantes franceses y generaron una cultura local argentino-francesa. 
A lo largo de los años ambos países han fomentado la constitución de espacios de difusión cultural en el ambiente universitario. En Argentina, una de las pioneras fue la Universidad Nacional de La Plata que constituyó la Cátedra Libre de Cultura Francesa, la cual fue inaugurada por el embajador de Francia en Argentina en 2007.

### Arquitectura
Buenos Aires es una ciudad de diversas influencias arquitectónicas, especialmente de Italia, España y Francia. El estilo parisino de Buenos Aires en el Palacio San Martín, ubicado en 761 Arenales Street, inspirado en la arquitectura francesa del siglo XVIII:

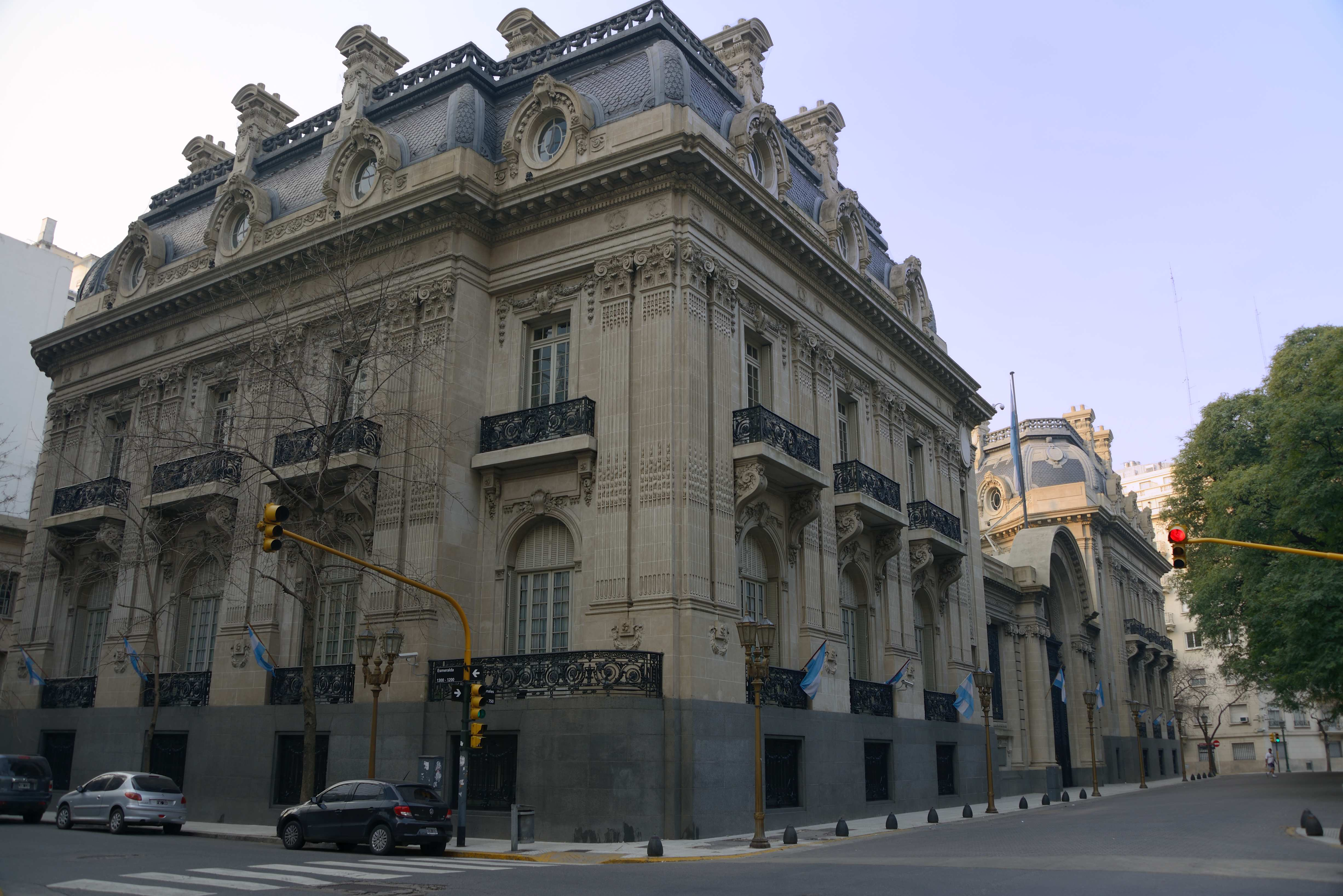
Palacio San Martín de Beaux Arts.
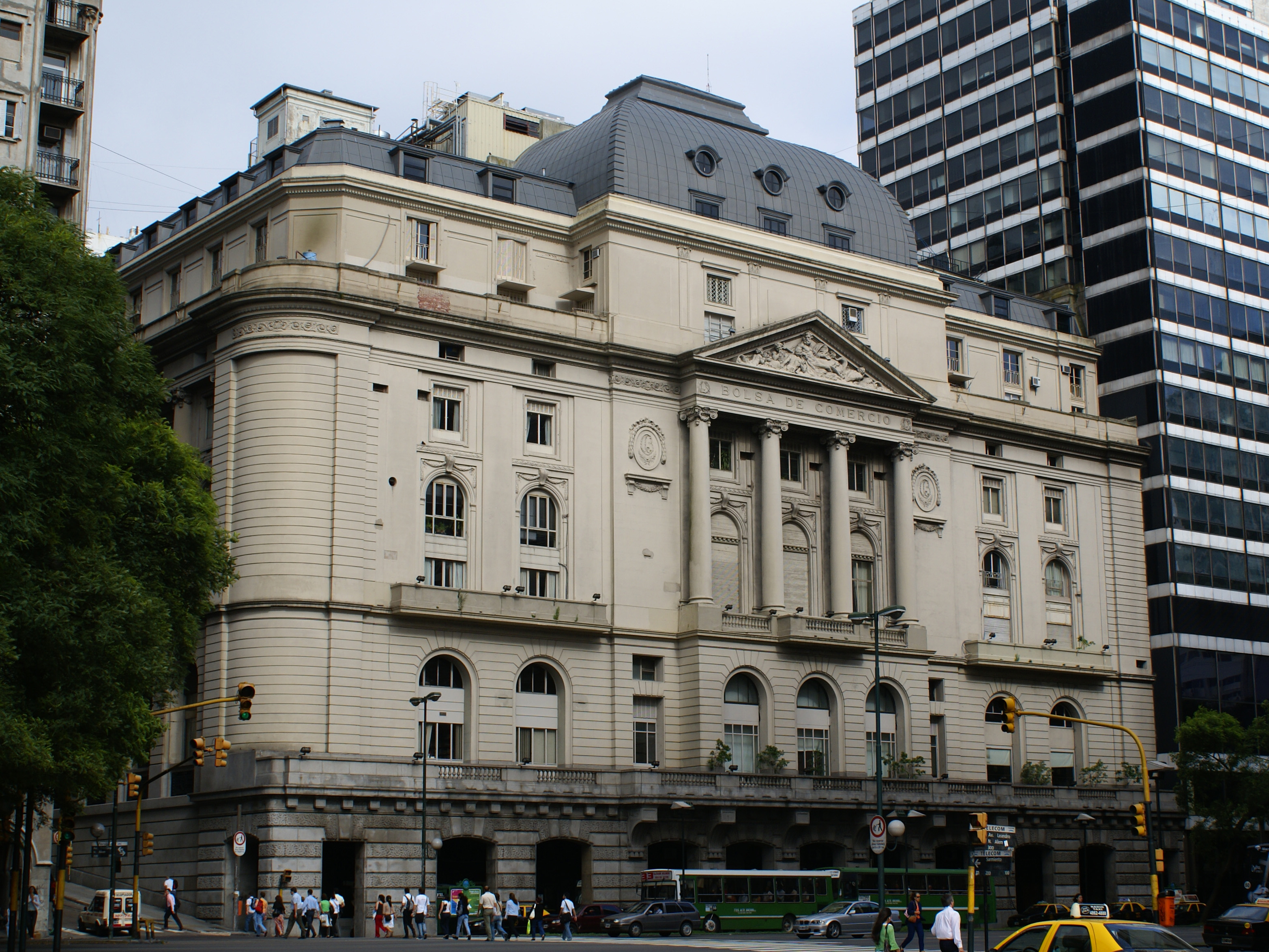
Bolsa de Comercio de Buenos Aires
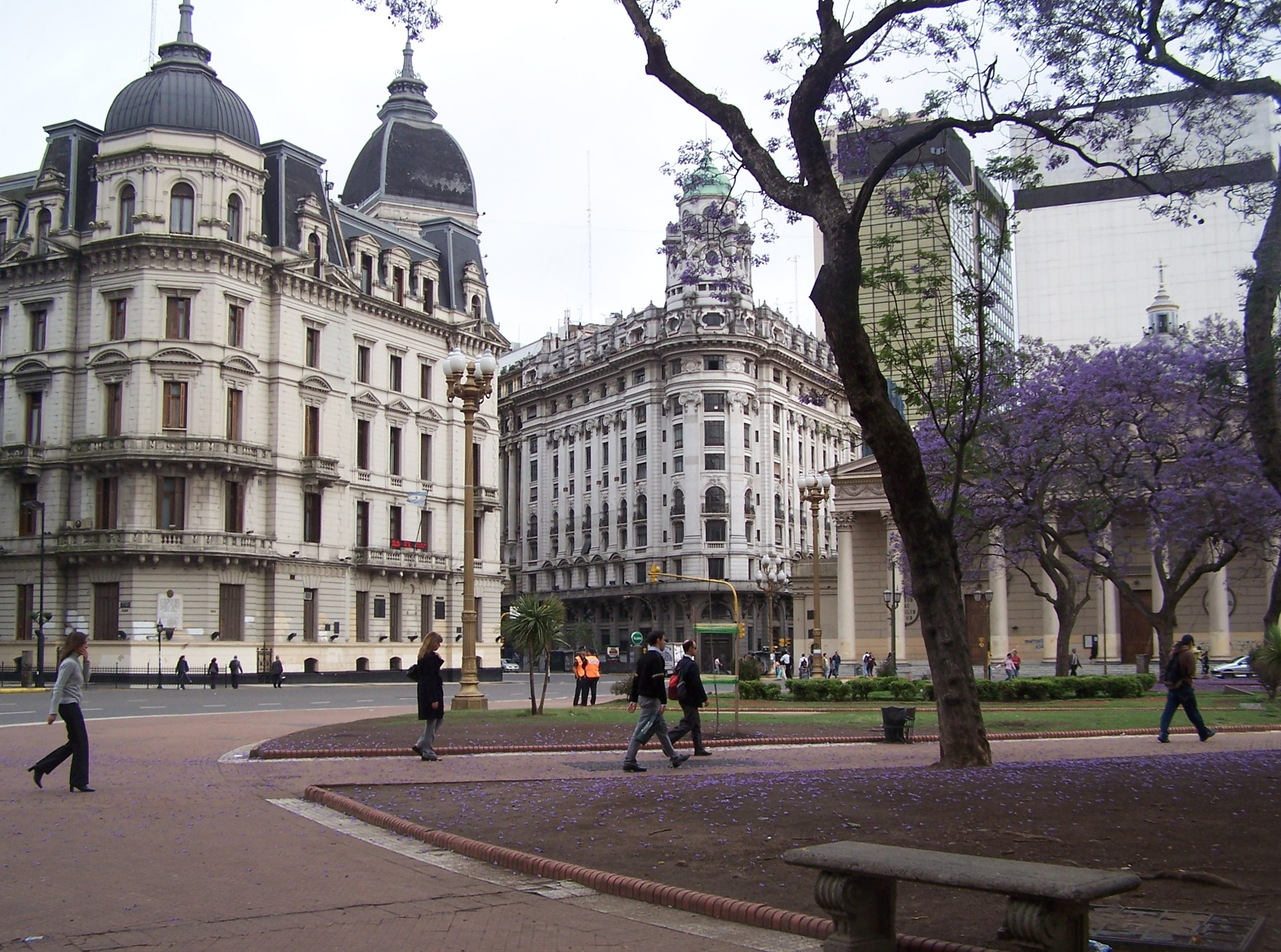
Vista de la Plaza de Mayo con el Palacio Municipal de la Ciudad de Buenos Aires detrás.
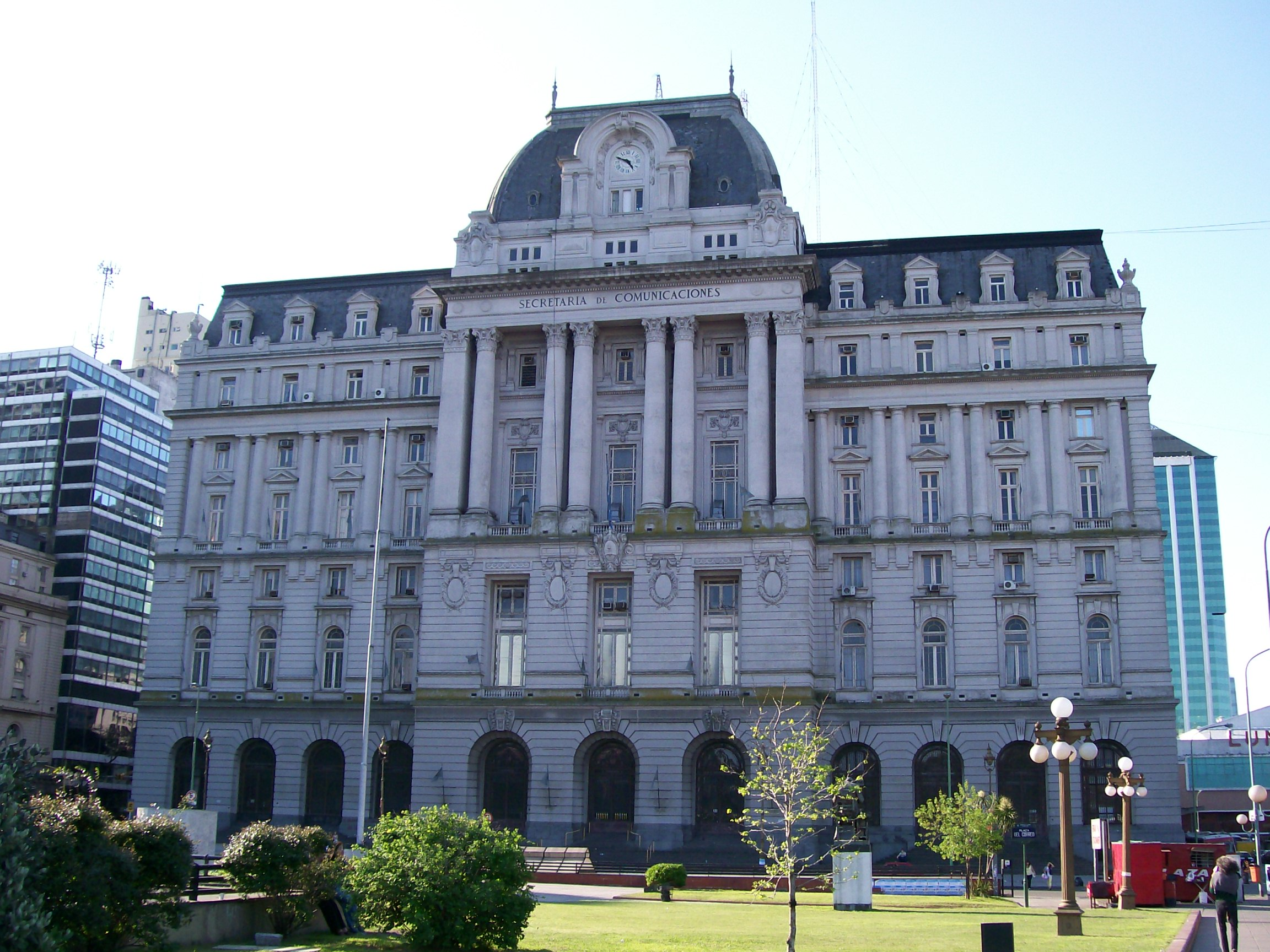
El Centro Cultural Néstor Kirchner (CCK), diseñado por el arquitecto francés Norbert Maillart en 1889.
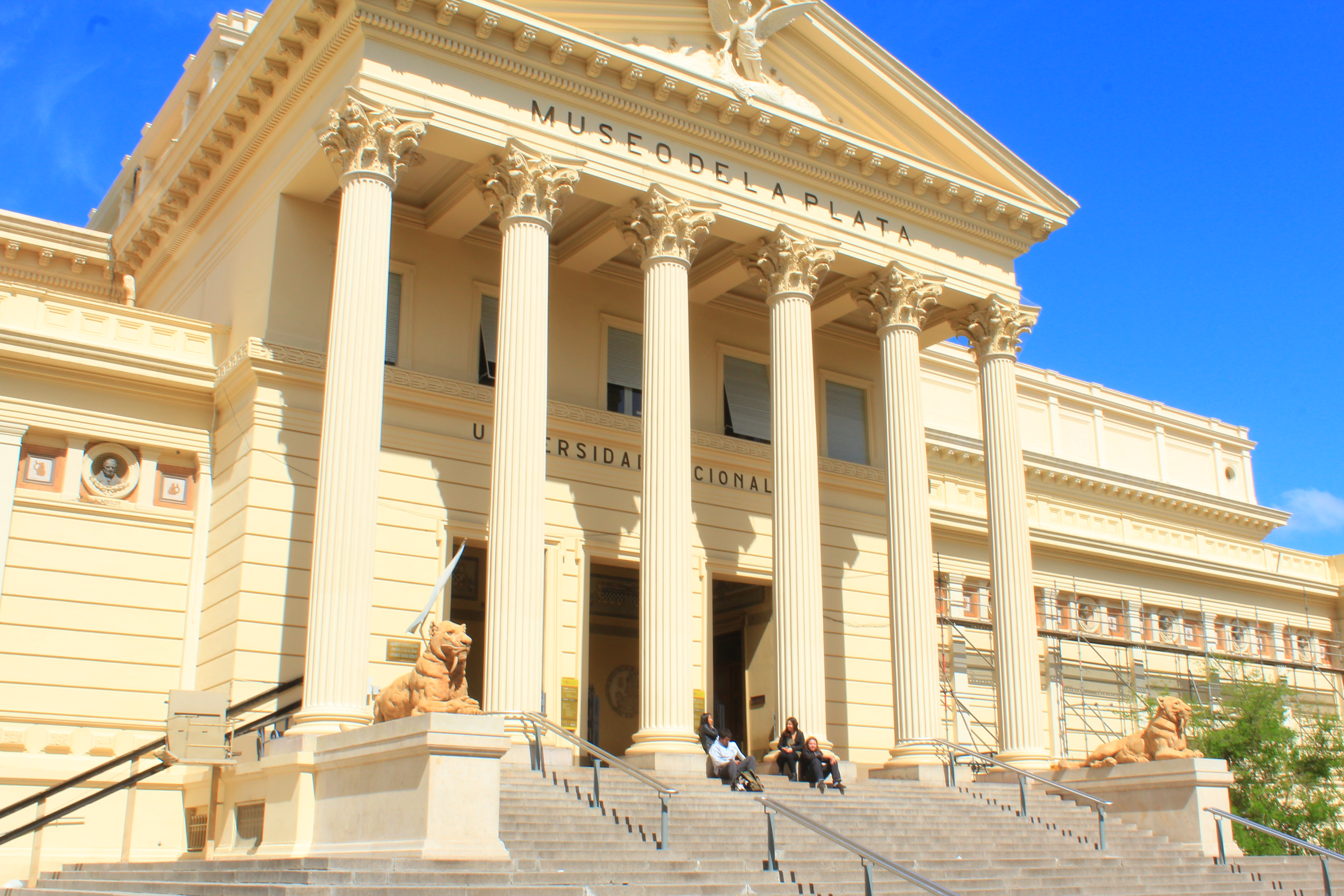
Museo de La Plata de Arquitectura neoclásica
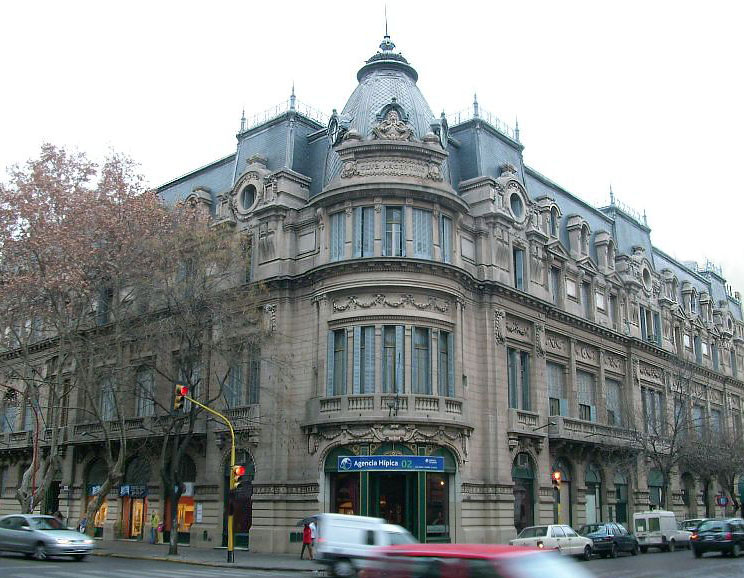
Club Argentino en Bahia Blanca.

### Lunfardo

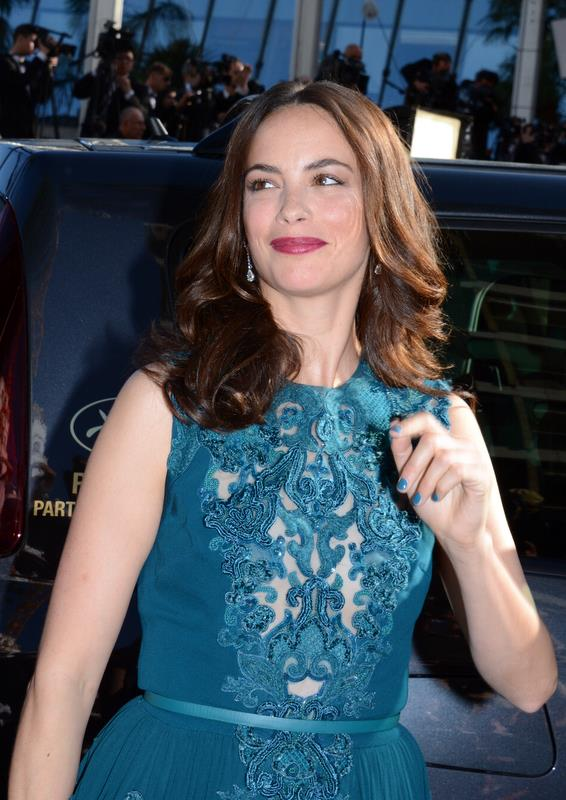
La actriz franco-argentina Berenice Bejo recibió una nominación al Premio de la Academia a la Mejor Actriz de Reparto y ganó el Premio César a la Mejor Actriz.

El lunfardo es un argot de la lengua española que apareció en Buenos Aires a finales del siglo XIX. Integró un montón de palabras y expresiones de lenguas y dialectos hablados por inmigrantes, especialmente italianos, españoles y franceses. El lunfardo fue muy utilizado en letras Tango (música). Después de 1912, cuando el tango se hizo popular en París, las expresiones francesas se incorporaron a las letras del tango y se introdujeron en el lunfardo. Se ha convertido en una parte integral del español hablado en Argentina y algunas de estas palabras se siguen utilizando a diario.

#### Ejemplos
- Beguén - Enamoramiento (del francés béguin -enamoramiento-)
- Bulín - Alojamiento (del francés boulin -Agujero en la pared de un dolecote donde las palomas anidan-)
- Buyón - Comida (del francés bouillon -caldo-)
- Calotear - Robar (del francés calotter -Robar-)
- Desabillé - Bata (del francés déshabiller -desvestirse-)
- Dragonear - Coquetear (del francés draguer -coquetear-)
- Fané - Desgastado (del francés fané -marchito-)
- Franelear -  (del francés faire flanelle -Ir a un burdel sin hacer uso de ninguna mujer-)
- Macro - Chulo (del francés maquereau -alcahuete-)
- Marote - Cabeza (del francés marotte -perchero-)
- Ragú - Hambre (del francés ragoût -estofado-)
- Toilette - Baño (del francés toilettes -baño-)

### Gente notable
La cultura, Ciencia y tecnología, cooperación técnica y educación académica entre Francia y Argentina son parte de una larga tradición de intercambios. Sin embargo, la crisis de la gran depresión argentina de 2001 cambió las posibilidades de intervención y colaboración y ha conducido a una redefinición de prioridades para nuestra acción. Está orientada hacia la ciencia técnica y la cooperación universitaria, sin que por ello se descuide nuestra cooperación artística y audiovisual. Es para nosotros seguir la evolución del país, ofreciendo nuestra experiencia, nuestra creatividad, nuestras contribuciones a los grandes debates y promoviendo sinergias.

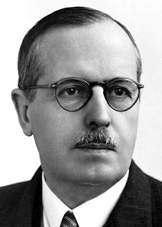
Premio Nobel de Medicina, Bernardo Houssay
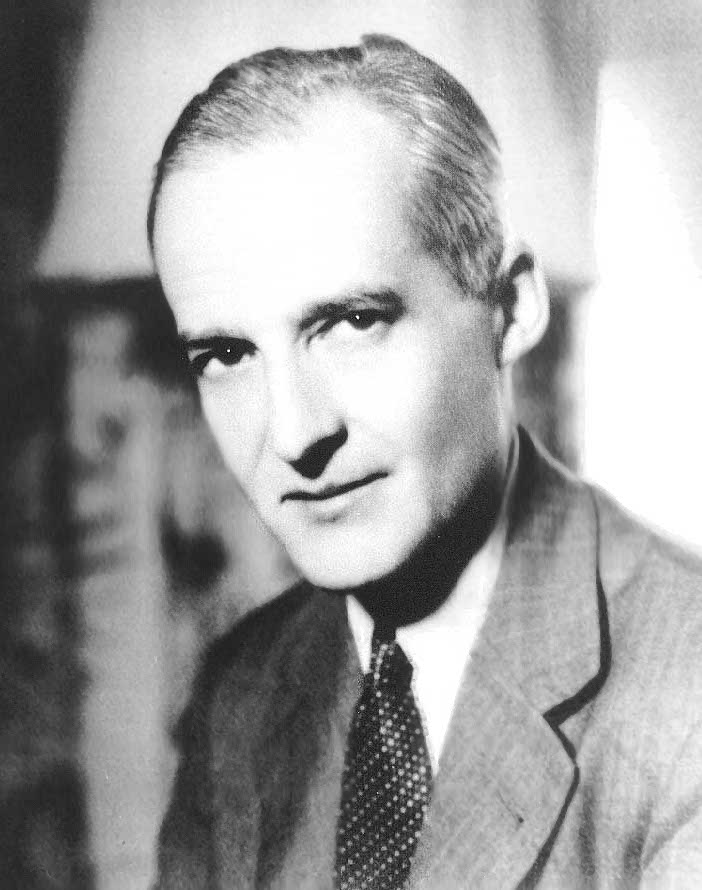
Premio Nobel de Química, Luis Federico Leloir

## Misiones diplomáticas residentes
- Argentina tiene una embajada en París.
- Francia tiene una embajada en Buenos Aires.

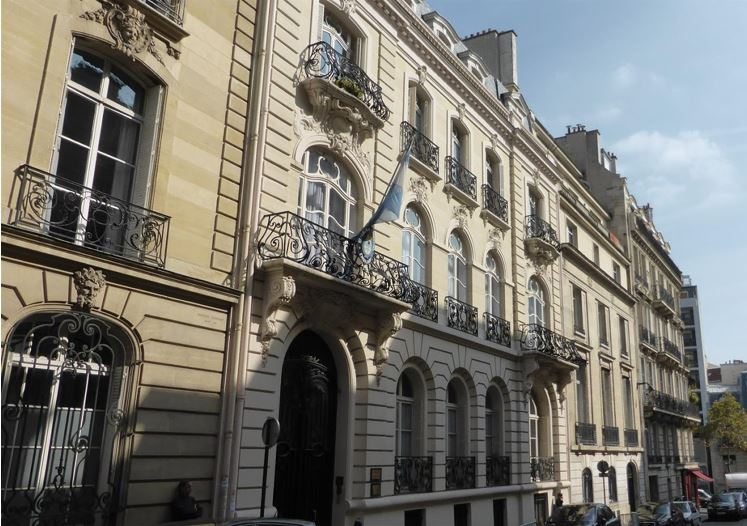
Embajada de Argentina en Paris
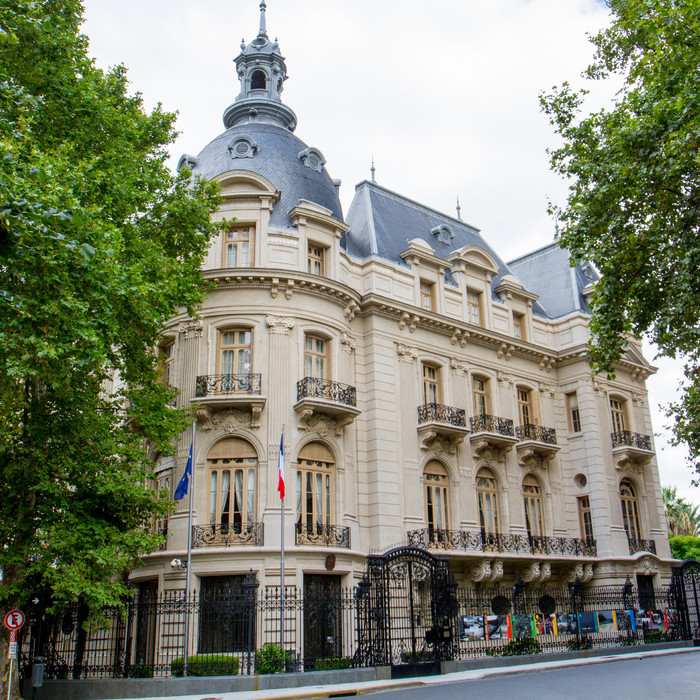
Embajada de Francia en Buenos Aires